# Giuseppe Petito
Pour les articles homonymes, voir Petito.
Giuseppe Petito (né le 25 février 1960 à Civitavecchia, dans la province de Rome dans le Latium) est un dirigeant d'équipe cycliste et ancien coureur cycliste italien. Professionnel de 1981 à 1996, il a notamment remporté une étape du Tour d'Espagne 1983. Il est ensuite directeur sportif de 1997 à 2010.

## Palmarès

### Palmarès amateur
- 1979
  -  Champion d'Italie sur route amateurs (Trofeo Gianfranco Bianchin)
  - Coppa Giulio Burci
- 1980
  - Monte-Carlo-Alassio
- 1981
  - Trophée de la ville de Castelfidardo

### Palmarès professionnel
- 1982
  - 1re étape du Tour de Suède
  - 2e du Tour de Suède
  - 3e du Tour de Sardaigne
  - 3e du Tour de la province de Syracuse
  - 3e du Tour de Vénétie
- 1983
  - 3e étape du Tour d'Espagne
  - 2e du Tour de la province de Reggio de Calabre
  - 6e de Tirreno-Adriatico
- 1984
  - Trofeo Laigueglia
  - GP Cecina
  - 6e de Tirreno-Adriatico
- 1985
  - 8e du Grand Prix du Midi libre
- 1986
  - 3e du Tirreno-Adriatico
  - 8e de Milan-San Remo
- 1987
  - Tour de Campanie
  - 9e de Tirreno-Adriatico
- 1988
  - 3e du Tour de Calabre
  - 10e de Milan-San Remo
- 1989
  - 3e étape du Tour d'Italie (contre-la-montre par équipes)
  - 7e de Paris-Nice
- 1991
  - 2e étape de la Semaine cycliste internationale
  - 2e de la Semaine cycliste internationale
  - 2e du Trofeo Laigueglia
  - 2e du Tour d'Aragon
  - 3e du Grand Prix de l'industrie et de l'artisanat de Larciano
  - 8e de Tirreno-Adriatico
- 1993
  - 4e étape du Tour des Pouilles

## Résultats sur les grands tours

### Tour de France
2 participations
- 1986 : abandon (13e étape)
- 1994 : abandon (12e étape)

### Tour d'Italie
11 participations
- 1982 : abandon
- 1983 : 77e
- 1984 : 55e
- 1985 : 71e
- 1986 : 84e
- 1987 : 77e
- 1988 : 106e
- 1989 : 109e, vainqueur de la 3e étape (contre-la-montre par équipes)
- 1991 : 69e
- 1992 : 68e
- 1993 : 93e

### Tour d'Espagne
4 participations
- 1983 : abandon (17e étape), vainqueur de la 3e étape
- 1984 : abandon (11e étape)
- 1994 : 92e
- 1995 : 71e

## Distinctions
- Mémorial Gastone Nencini (révélation italienne de l'année) : 1982